# Sultan Ahmet Moskee (Zaandam)
De Sultan Ahmet Moskee is een moskee in de wijk Poelenburg in Zaandam. De moskee is ontworpen door Bedri Sevinçsoy van Mabeg Architecten in Utrecht.
Het ontwerp voor de Sultan Ahmet moskee lag al sinds 1992 op tafel. De opdrachtgever was de Islamitische Stichting Nederland die gevestigd is in Den Haag. De moskee heeft een vloeroppervlak van 1.500 vierkante meter en was in 1994 de grootste moskee in West-Europa van de Turks-islamitische gemeenschap.

## Fontein
De fontein die voor de moskee staat, is symbolisch voor de reinheid van de moslim. De fontein die gemaakt is van keramiek is in 1997 ontworpen door de kunstenaar Esma Yiğitoğlu. De gefacetteerde cilindervorm, het materiaal en de mediterrane kleurstelling sluiten aan bij de toegepaste kunsttraditie van de Islam, zo past de fontein goed in de directe omgeving van de Sultan Ahmet-moskee in Zaandam. De vierkante waterbak staat voor de vier windrichtingen en voor de wereld. De driehoek erboven representeert het goddelijke en de eenheid van geboorte, leven en dood.